# Fair Haven (Nova York)
Fair Haven és una població dels Estats Units a l'estat de Nova York. Segons el cens del 2000 tenia 884 habitants.

## Demografia
Segons el cens del 2000, Fair Haven tenia 884 habitants, 395 habitatges, i 259 famílies. La densitat de població era de 193,9 habitants/km².
Dels 395 habitatges en un 21,3% hi vivien nens de menys de 18 anys, en un 53,7% hi vivien parelles casades, en un 8,6% dones solteres, i en un 34,2% no eren unitats familiars. En el 27,6% dels habitatges hi vivien persones soles el 14,9% de les quals corresponia a persones de 65 anys o més que vivien soles. El nombre mitjà de persones vivint en cada habitatge era de 2,23 i el nombre mitjà de persones que vivien en cada família era de 2,67.
Per edats la població es repartia de la següent manera: un 20,2% tenia menys de 18 anys, un 4,6% entre 18 i 24, un 23,9% entre 25 i 44, un 29,6% de 45 a 60 i un 21,6% 65 anys o més.
L'edat mediana era de 46 anys. Per cada 100 dones de 18 o més anys hi havia 95,3 homes.
La renda mediana per habitatge era de 36.382 $ i la renda mediana per família de 39.091 $. Els homes tenien una renda mediana de 37.917 $ mentre que les dones 26.250 $. La renda per capita de la població era de 18.287 $. Entorn del 4,3% de les famílies i el 8,4% de la població estaven per davall del llindar de pobresa.